# Bakkwa
El bakkwa o rougan es un tipo de carne seca china dulce-salada parecido al jerky que se elabora con forma de láminas planas y finas. Suele hacerse de cerdo. Se cree que surgió a partir de una conserva de carne y técnica de preservación empleada en la antigua China y que aún sigue practicándose en algunos lugares de influencia hoklo.
En Malasia, Singapur y las Filipinas el nombre más usado es bakkwa o ba gua. Los hablantes cantoneses usan el término yuhk gōn', mientras en China y Taiwán el producto se llama más comúnmente rougan. Las versiones comercialmente disponibles se etiquetan a veces como «cerdo barbacoa», «cerdo seco» o «jerky de cerdo». El rougan es especialmente popular como aperitivo en Macao, Malasia, Singapur, Taiwán y las Filipinas. En Beidou (Taiwán) es considerado una de las tres delicias de cerdo.

## Importancia cultural
El Malasia y Singapur el bakkwa se ha convertido en un regalo extremadamente popular ofrecido a visitantes y conocidos, así como entre los empleados por parte de sus empresas (algunas durante el año nuevo chino). En los países de mayoría musulmana como Malasia pueden regalarse en su lugar variantes de pollo halal. También puede servirse en ocasiones tales como las celebraciones de bodas chinas y las cenas ceremoniales religiosas. Aunque la demanda es especialmente alta durante las épocas festivas, se sirve todo el año en diversos locales como aperitivo para llevar o con el que acompañar las comidas caseras. La carne suele venderse en bolsas o envases de color rojo, signo de buena suerte en la cultura china.

## Preparación

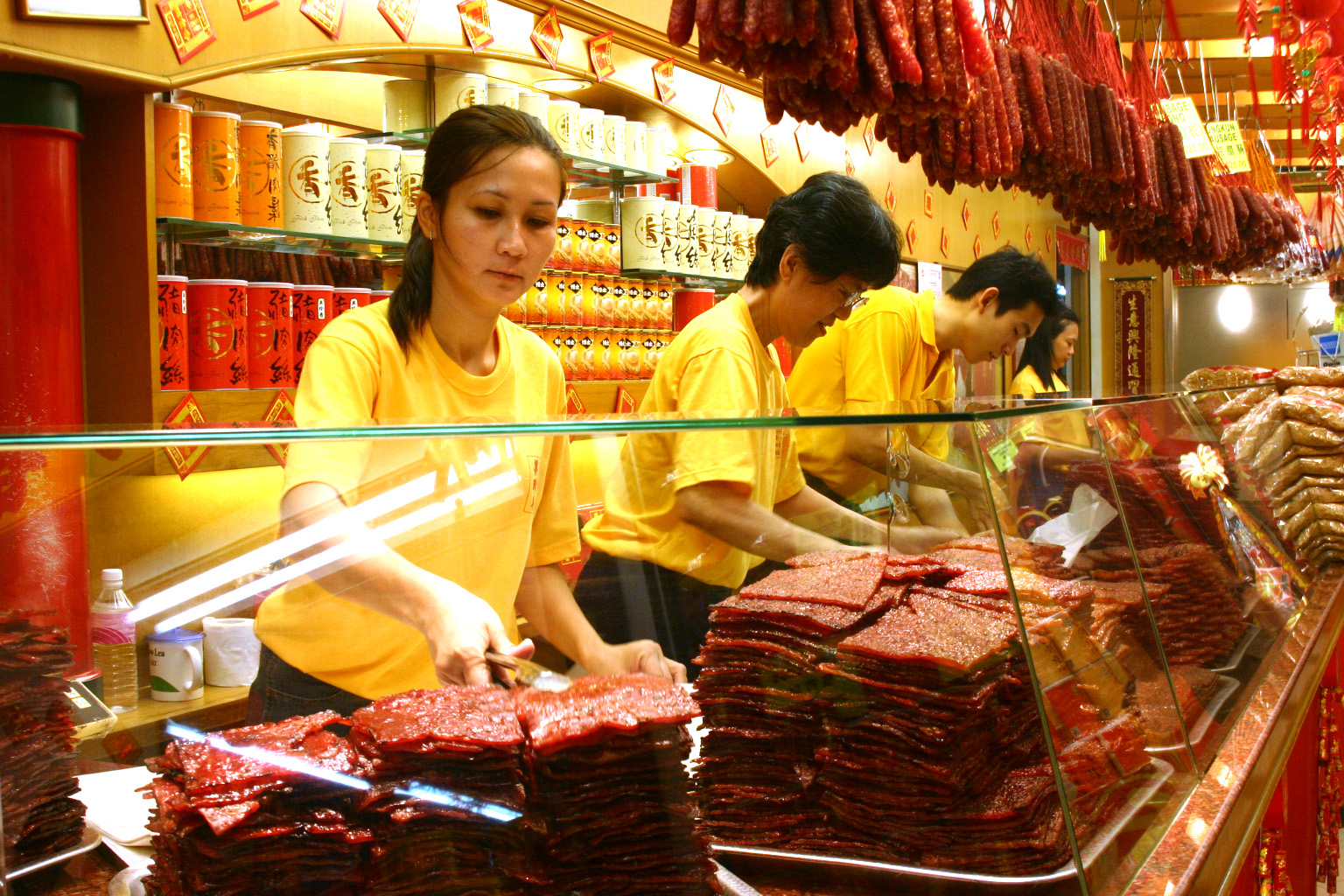
Bakkwa a la venta en una tienda de Singapur.

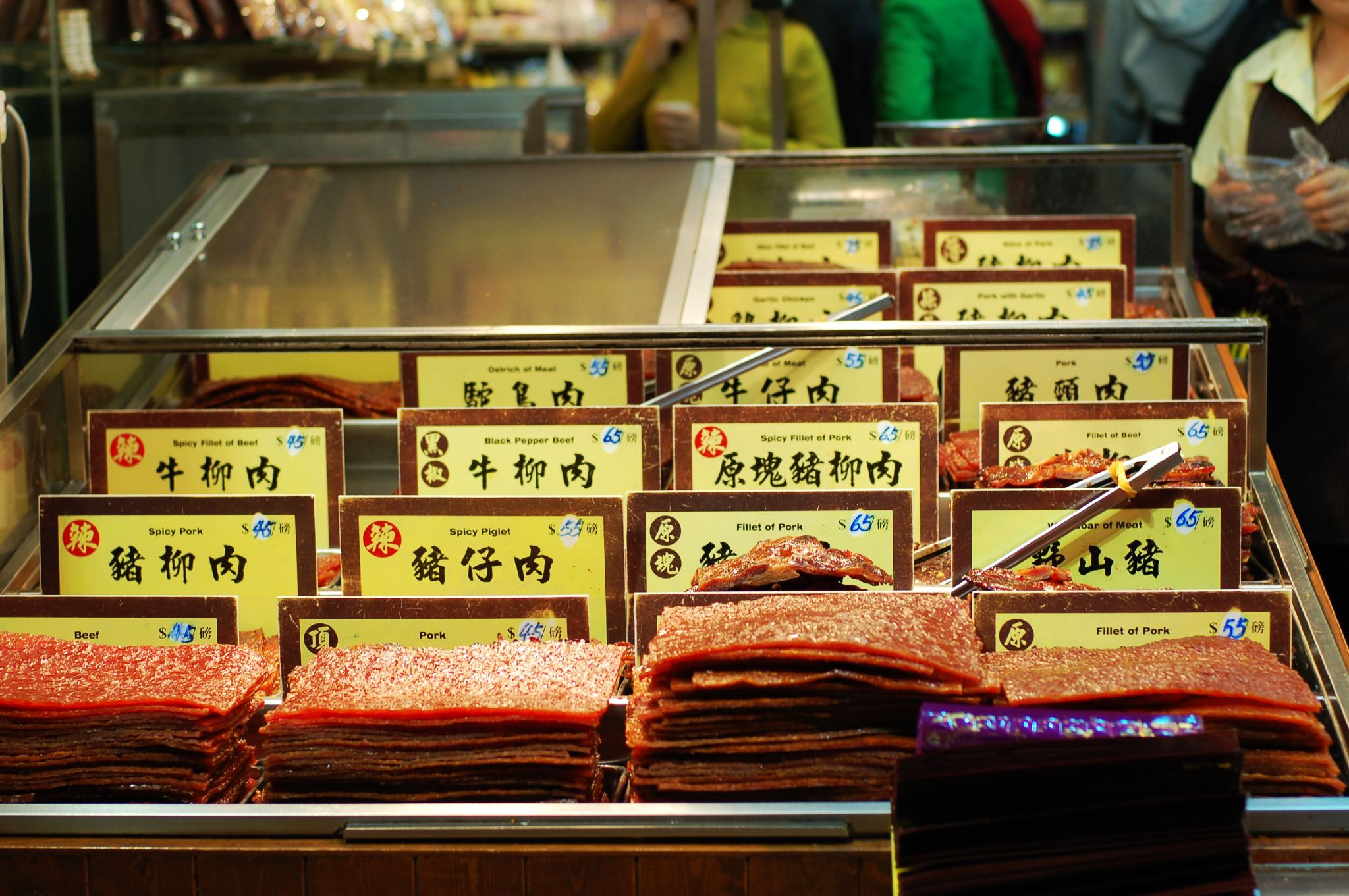
Bakkwa en un exhibidor

Tradicionalmente el bakkwa se hacía con carne sobrante de fiestas y banquetes, que se preservaban con azúcar y sal como método preferente antes de refrigerarla, consumiéndose más tarde. La carne de estas celebraciones se limpia de grasa, se corta en rodajas, se marina y luego se ahúma. Tras el ahumado, se corta en trocitos y se guarda para comerla más tarde. Se cree que la característica distintiva de la preparación está en el marinado, cuya receta se guarda celosamente con frecuencia.
Sin embargo, en la actualidad la carne se suele preparar usando producto fresco o se importa preenvasada y ya marinada de China, haciéndose a menudo a la barbacoa en hornos a alta temperatura localmente. Actualmente existen dos variedades principales, incluyendo la más tradicional carne picada a la que se da forma de rodajas (碎片肉干), y elaborándose la más moderna con cortes de bloques sólidos de carne (切片肉干). La última, a pesar de ser más cara, se ha hecho más popular debido a su textura más dura y su menor contenido engrasa. Las carne se sirve comúnmente sola cortada en trozos cuadrados, aunque también son populares las versiones condimentadas. Puede cortarse en trozos circulares pequeños que recuerdan monedas, a los que se llama ‘monedas doradas’ (金钱肉干) para atraer la buena suerte durante la época festiva.